# Kungliga Konsthögskolan i Haag
Kungliga Konsthögskolan i Haag (nederländska: Koninklijke Academie van Beeldende Kunsten, KABK) är en internationell framstående konsthögskola i Haag i Nederländerna med studenter och lärare från hela världen. Universitetet grundades som Haagsche Teeken-Academie den 29 september 1682, vilket gör den till äldsta konsthögskolan i landet och en av de äldsta i världen. Akademin har varit utbildningsplats för ett antal betydande konstnärer och del av den holländska impressionismen vilket också var i anslutning till den holländska guldåldern. Under 1800-talet var utbildningen under en lång tid fortfarande starkt inriktad mot den klassiska läroplanen men i slutet av seklet hade akademi också öppnat upp för modernismen. Idag bedriver universitetet utbildning inom konst, design, media, mode samt arkitektur både på grund, avancerat samt forskarnivå.

## Historia

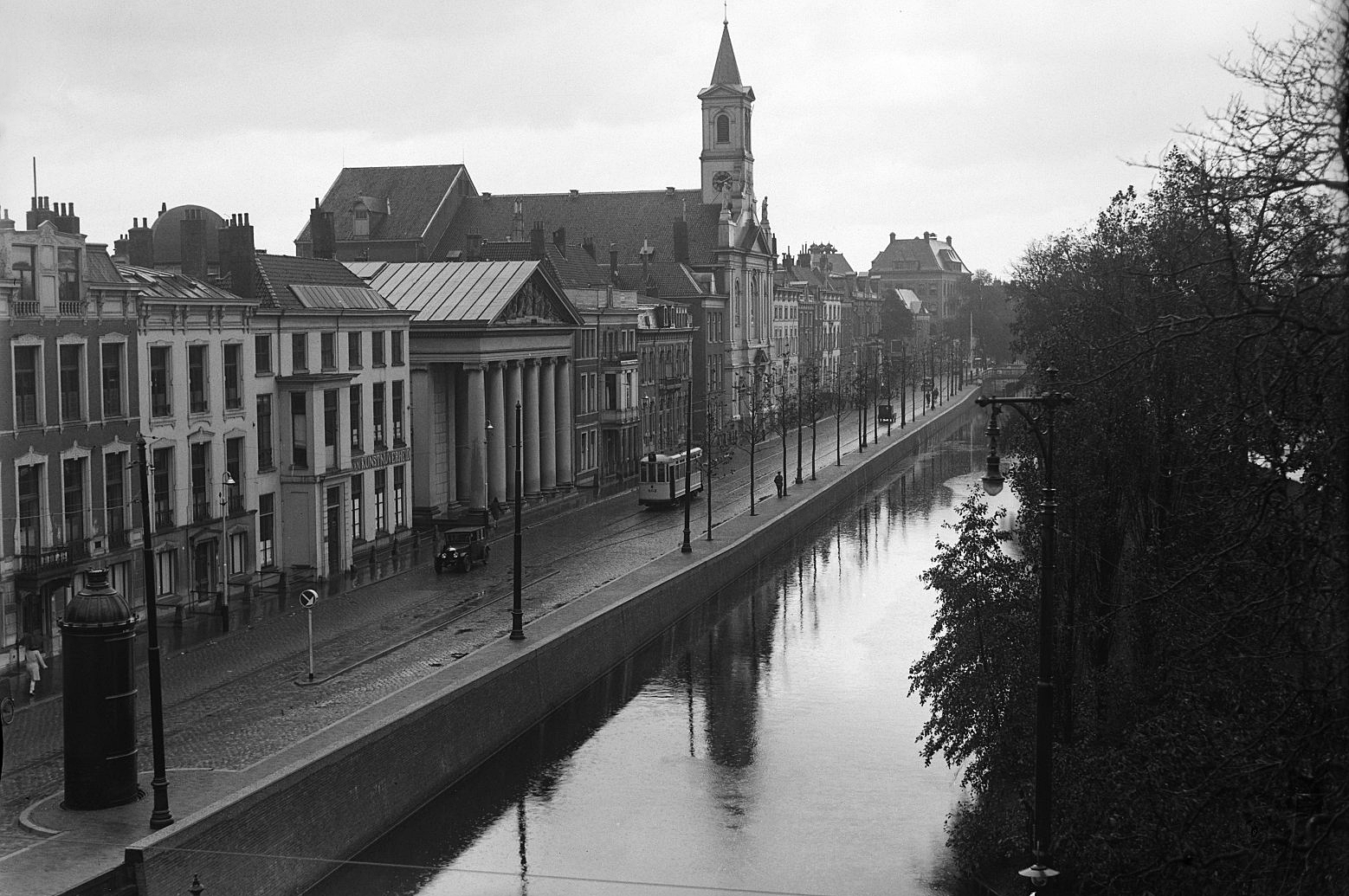
Gamla byggnaden på Prinsessegracht 3-4 i Haag år 1930.

Kungliga Konsthögskolan i Haag grundades den 29 september 1682 av Willem Doudijns, Theodor van der Schuer, Daniel Mijtens yngre, Robert Duval och Augustinus Terwesten som Haagsche Teeken-Academie (engelska: The Haag Drawing Academy). På kvällar fanns det ritningskurser och på lördagar debatterades om samtida konst.
På 1700-talet var Haagakademin en blomstrande institution. Slutet av 1700-talet var det svåra tider på grund av avsaknad av ekonomiskt stöd. Lågpunkten var omkring 1800 då akademin arbetade med mindre än tio studenter. Under Vilhelm I av Nederländerna återfick institutionen makten och växte åter igen efter decennium av tuffa år. 
1821 kombinerades ritutbildningen med den nybildade civilingenjörsskolan samt att akademien blev inhyst i Korenbeurs och Boterwaag men år 1839 designades en ny neoklassisk byggnad av stadsarkitekten Zeger Reyers (1790-1857), som låg vid Prinsessegracht. 

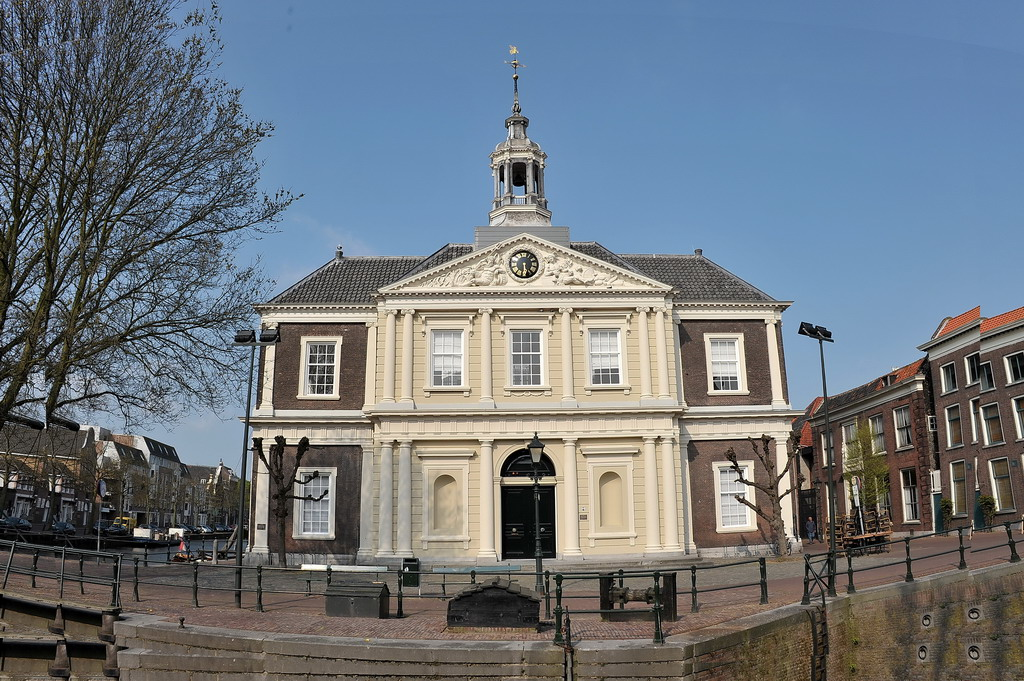
Korenbeurs vid Schiedam tillhörde också Kungliga Konsthögskolan.

På 1800-talet utbildades de kända konstnärerna Johannes Bosboom, Isaac Israels, Willem Maris, Jan Hendrik Weissenbruch och George Hendrik Breitner. 

Entrén till Kungliga Konsthögskolans på Prinsessegracht 3-4 år 1930.

1937 vid samma byggnad på Prinsessegracht fullbordade en ny akademisk byggnad designad av J.H. Plantenga (1891-1945), J.W.E. Buijs och J.B. Lürsen i stil av Bauhaus.
1990 slog Kungliga Konsthögskolan med Haags Kungliga Konservatorium ihop i till Hogeschool der Kunsten (engelska: University of the Arts). De två institutionerna fortsätter dock att ha dess ursprungliga namn för att understryka deras individuella identiteter men också att institutionerna bedriver separat verksamhet. Akademin delar också vartannat år ut priset Gerrit Noordzij Prize.

## Program
Kungliga Konsthögskolan har en mycket konstnärlig samt experimentel förhållningssätt till ämnen som de olika programmen täcker där det konstnärliga uttrycket samspelas med samhällets olika värderingar både ur ett nutid samt historiskt kontext. Studenter har möjlighet att arbeta interdisciplinärt, exempelvis mellan konst och vetenskap. Samtliga program på Kungliga Konsthögskolan bedrivs på engelska.

### Kandidat
- Bachelor ArtScience
- Bachelor Fine Arts
- Bachelor Graphic Design
- Bachelor Interactive / Media / Design
- Bachelor Interior Architecture & Furniture Design
- Bachelor Photography
- Bachelor Textile & Fashion

### Master
- Master Artistic Research
- Master ArtScience
- Master Industrial Design
- Master Interior Architecture (INSIDE)
- Master Non Linear Narrative
- Master Photography & Society
- Master Type and Media

### Doctoral
- PhD Arts

## Internationell ranking
Under 2015 var Kungliga Konsthögskolan i Haag rankad på plats nr. 11 i Europa och nr. 39 i världen av The QS World University Ranking inom område Art & Design för bästa lärosäten.

## Partneruniversitet
Kungliga Konsthögskolan har utbytesavtal med ett flertal betydande institutioner världen över där studenter kan förlägga en viss tid av sin utbildning utomlands. 

### Erasmus partner i urval[10]
- Det Kongelige Danske Kunstakademi
- University of the Arts London
- École Nationale Supérieure des Arts Décoratifs
- Konstfack
- University of Applied Arts Vienna (Die Angewandte)
- Estlands Konstakademi
- Aalto-universitetets högskola för konst, design och arkitektur
- Staatliche Akademie der Bildenden Künste, Stuttgart
- Athens School of Fine Arts
- Hungarian Academy of Fine Arts
- Islands Konsthögskola
- Academy of Fine Arts in Warsaw
- Vilnius Academy of Arts
- Barcelonas Universitet

### Utanför EU i urval[11]
- Rhode Island School of Design, USA
- Central Academy of Fine Arts, Kina
- National Institute of Design, Indien
- Bezalel Academy of Arts and Design, Israel
- Tokyo Zokei University, Japan
- Korea National University of Arts, Sydkorea
- Zürcher Hochschule der Künste, Schweiz

## Tidigare framstående studenter i urval

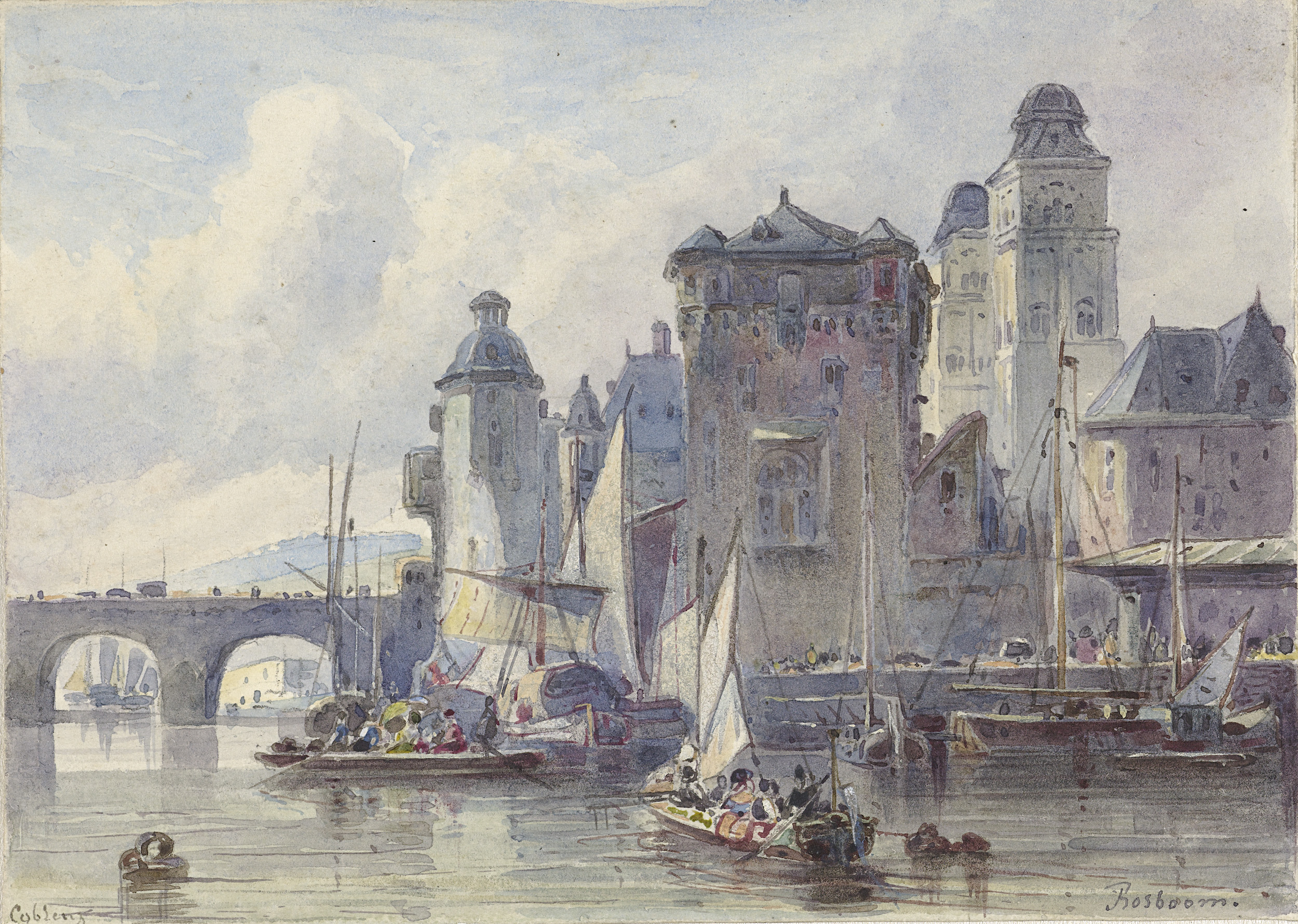
Johannes Bosboom (1827–1891) Stadtgesicht von Koblenz - Rijksmuseum Amsterdam.

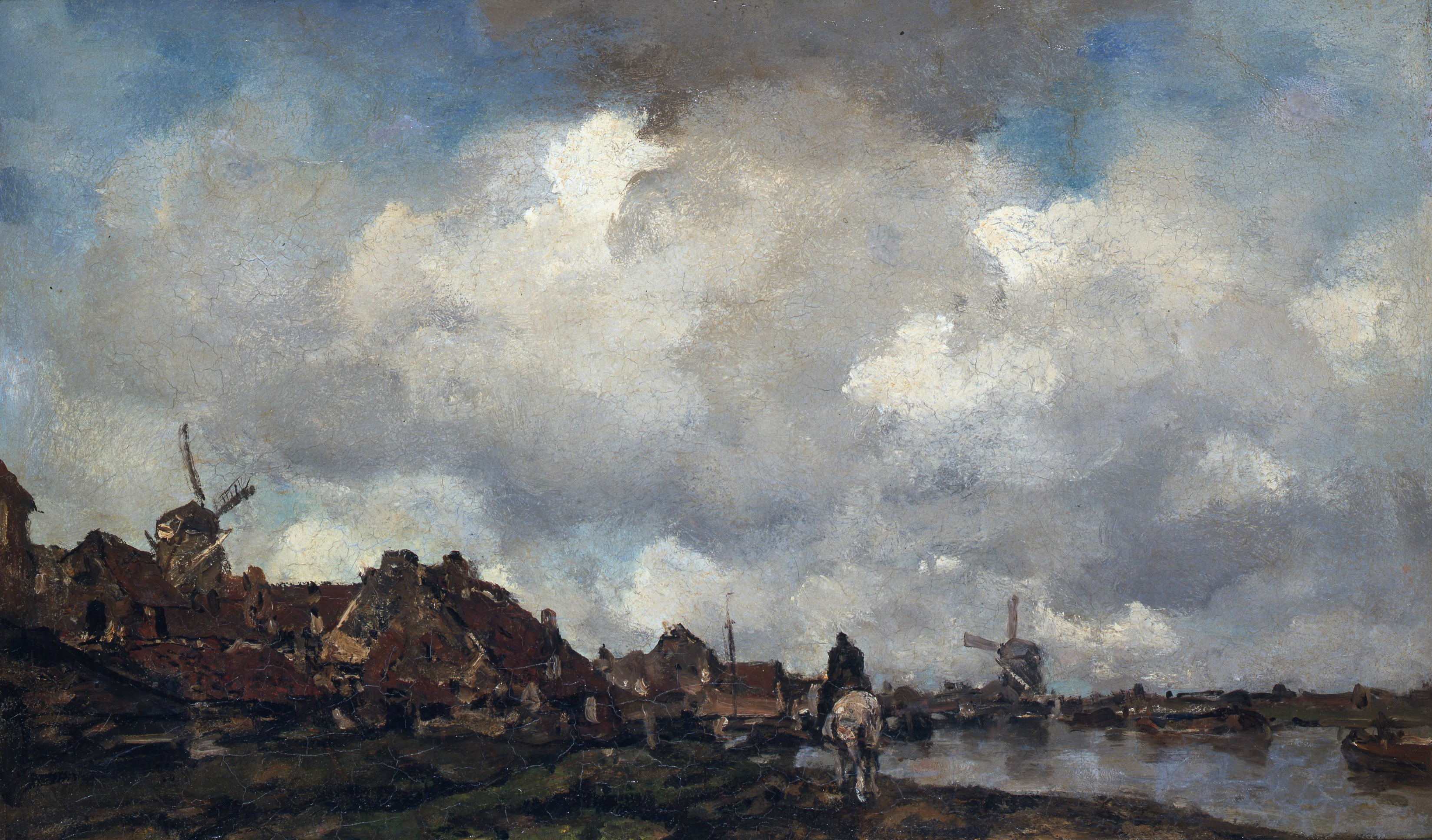
Jacob Maris (1838–1899) Village near Schiedam

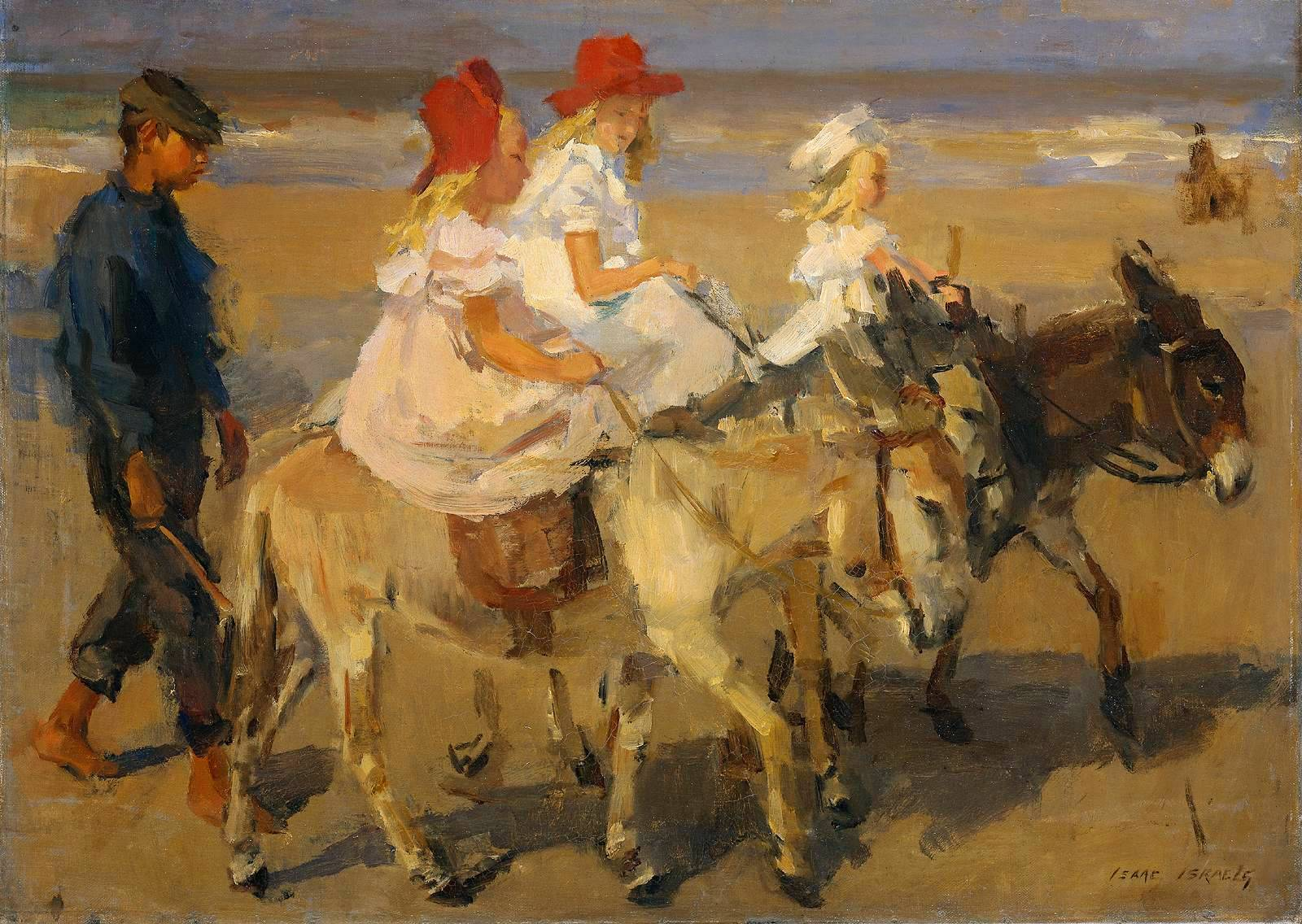
Isaac Israëls (1865–1934) Ezeltje rijden op het strand

- Johannes Bosboom
- Pierre Tetar van Elven
- Jan Hendrik Weissenbruch
- Marcel van Eeden
- Jacob Maris
- Matthijs Maris
- Willem Maris
- Isaac Israëls
- George Hendrik Breitner
- Willem van Genk
- Frans Koppelaar
- Charles Leickert
- Jan Weissenbruch
- Jacob Jan van der Maaten
- Herman Gordijn
- Cornelis Zitman
- Johanna van Eybergen
- Alida Jantina Pott
- Dolly Rudeman
- Charles Bolsius
- Peter Alma
- Pat Andrea
- Marius Bauer
- Hermanus Berserik
- Loek Bos
- Jan Cremer